# Gustaaf Adolf van den Bergh van Eysinga

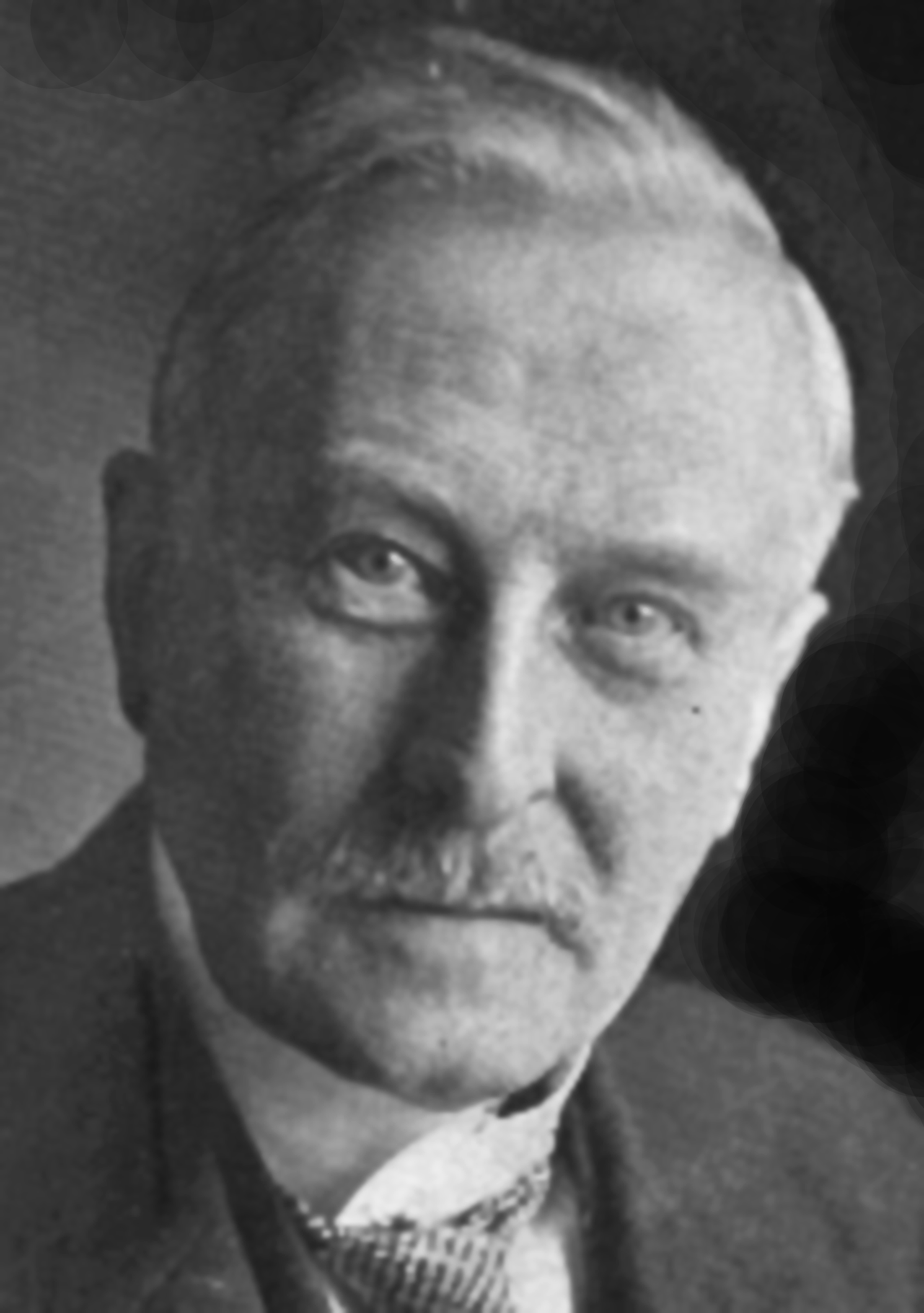
Gustaaf Adolf van den Bergh van Eysinga (1874–1957)

Gustaaf Adolf van den Bergh van Eysinga (* 27. Juni 1874 in ’s-Gravenhage; † 26. Mai 1957 in Haarlem) war ein niederländischer reformierter Theologe, historisch-kritischer Neutestamentler, Philosoph und Historiker. Er war Vertreter der holländischen Radikalkritik.

## Leben
Van Eysinga war Sohn von Marie Henri Philip van den Bergh und Ida Catharina Wilhelmina Roorda van Eysinga und Bruder des philosophischen Schriftstellers und religiösen Sozialisten Henri Wilhelm Philippus Elize. Seit 1906 war er verheiratet mit der niederländischen Frauenrechtlerin Jeannette Elias.
Nach dem Besuch des Gymnasiums in Sneek studierte van Eysinga 1893 an der Universität Leiden evangelische Theologie. Er war unter anderem Schüler des Hegel-Spezialisten G. J. P. J. Bolland sowie des Neutestamentlers Willem Christiaan van Manen, bei dem er am 25. Januar 1901 über das Thema Indische invloeden op oude christelijke verhalen promovierte. Die deutsche Ausgabe erschien 1904 unter dem Titel: Indische Einflüsse auf evangelische Erzählungen. Seine Lehrer vertraten die sogenannte holländische Radikalkritik und bestritten die Historizität Jesu und/oder die Echtheit sämtlicher Paulusbriefe. Van Eysinga setzte ihr Werk fort und entwickelte sich zum wichtigsten Vertreter dieser Schule.
Nach seinem Studium war er von 1901 bis 1911 in Oss als Gemeindepfarrer der Nederlandse Hervormde Kerk tätig, dann bis 1915 an der Gemeinde in Helmond und von 1915 bis 1936 in Santpoort. Er war zeitweise Leiter der Vrije Gemeente in der Weteringschans, in Amsterdam (heute „Paradiso“). Er vertrat die Ansicht, man könne die christliche Botschaft auch ohne die Annahme eines historischen Jesus mittels einer rein symbolischen Auslegungsmethode verständlich machen.
Seit 1904 war van Eysinga Privatdozent an der Rijksuniversiteit Utrecht. Von 1936 bis 1944 war er als Nachfolger von Daniel Plooy (1877–1935) Inhaber des Lehrstuhls für Neues Testament an der Universiteit van Amsterdam. Seine Tätigkeit in Utrecht setzte er auch nach seiner Pensionierung bis zu seinem Tode fort.

## Werk

### Kritik der Evangelien
In seinen exegetischen Schriften kritisiert van Eysinga die „Abzugsmethode“ der liberalen Jesusforscher: Um die Historizität Jesu zu retten, würden die nicht „natürlich“ erklärbaren Anteile der Evangelien (zum Beispiel Jungfrauengeburt, Natur- und Heilwunder usw.) willkürlich beseitigt. Dabei werde unreflektiert ein historischer Kern der Evangelien vorausgesetzt und deren rein dogmatischer Charakter verkannt. Der Jesus der Evangelien sei keine mythisierte Historie, sondern historisierter Mythos. Seine „Geschichtlichkeit“ diene nur als Staffage für kirchliches Dogma, sei aber kein historisches Faktum. Nicht der Zimmermannssohn Jesus habe am Anfang des Christentums gestanden, sondern der Mythos einer vom höchsten Gott auf die Erde gesandten, sterbenden und wiederauferstehende Heilandsgestalt.
Dieser Erlösungsmythos, so van Eysinga, sei in Alexandrien entstanden und habe dem ältesten Evangelium nach Markus zugrunde gelegen. das noch keine historischen Angaben enthalten habe. Der Historisierungsprozess habe erst um 150 in Rom begonnen. Dort sei der gnostische Heiland in einen jüdischen Messias verwandelt und mit pseudohistorischen Attributen versehen worden. Dafür soll vor allem das stadtrömische Judenchristentum verantwortlich gewesen sein, das das Alte Testament eingebracht und damit die Grundlinien der Lebensgeschichte Jesu, von Bethlehem bis Golgata, festgesetzt habe.
Altes Testament und stoische Philosophie hätten am Ende jenes Bild des Menschen Jesus geschaffen, dessen die Kirche bedurfte, um sich gegen den Doketismus der Gnosis zu wehren. Zugleich blieb sie damit für die Masse der Gläubigen attraktiv, die mit einer menschlichen Heilandsgestalt mehr anzufangen wusste als mit einem rein metaphysischen Wesen.

### Kritik der Paulusbriefe
Mit seiner Kritik der Paulusbriefe setzt van Eysinga die Thesen van Manens und des Amsterdamer Theologen A.D. Loman fort. Diese folgten ihrerseits den Vorläufern Edward Evanson (1731–1805) und Bruno Bauer, die bereits aus ähnlichen Gründen alle Paulusbriefe für unecht erklärt hatten. Van Eysinga widmete sich dem Leben und Werk Bauers in zahlreichen Schriften.
Wie seine Lehrer verwies er auf mangelnde äußere Zeugnisse (argumenta externa) für die Paulusbriefe im ersten Jahrhundert, ihre Nichterwähnung in der Apostelgeschichte des Lukas und bei Justin (um 150) und Widersprüche zu den biographischen Angaben der Apostelgeschichte über Paulus. Den 1. Clemensbrief und die Ignatiusbriefe verwarf er wie die Tübinger Schule als unecht. Die Paulusbriefe erklärte er zu Pseudepigraphien aus dem Umfeld des aus der Kirche ausgeschlossenen Häretikers Marcion: Das zeige vor allem der marcionitische Text der Briefe, der aus den Kirchenväterzeugnissen rekonstruiert werden könne. Er enthalte in der Regel ältere und ursprünglichere Lesarten als die kanonische Version bzw. der Textus receptus. „Paulus“ ist für van Eysinga eine Symbolgestalt des Marcionitismus, der mit Hilfe pseudepigraphischer Schriften seine Theologie und Lehre in die apostolische Vergangenheit des ersten Jahrhunderts projizierte, um sich in den theologischen Kämpfen des zweiten Jahrhunderts zu behaupten. Später habe sich die protoorthodoxe Kirche das literarische Erbe des Marcionitismus angeeignet und in ihrem Sinne überarbeitet.

## Rezeption
Mit van Eysinga endete die holländische Radikalkritik. Nur Einzelne wie die US-amerikanischen Theologen Darrell Doughty und Robert M. Price und in Deutschland Hermann Detering haben seine Thesen aufgegriffen.
Die Unechtheit aller Paulusbriefe und Nichthistorizität Jesu werden damals wie heute von der NT-Forschung zurückgewiesen. Unter van Eysingas frühen Kritikern waren die Theologen Hans Windisch, Carl Clemen, Gilles Quispel und sein Schüler L.G. Hartdorff.

## Publikationen
- Godsdienstwetenschappelijken Studiën (= Religionswissenschaftliche Studien)
- Artikel und Rezensionen in Nieuw Theologisch Tijdschrift
- Indische Einflüsse auf evangelische Erzählungen. 2. Auflage, Vandenhoeck & Ruprecht, Göttingen 1909.
- Die holländische radikale Kritik des Neuen Testaments, ihre Geschichte und Bedeutung für die Erkenntnis der Entstehung des Christentums. Diederichs, Jena 1912.
- Voorchristeliik Christendom, 1918
- De wereld van het Nieuwe Testament, 1929
- Matthäuskommentar, 1947
- Hermann Detering, Frans-Joris Fabri (Hrsg.): Lebt Jesus? – oder hat er nur gelebt? – Frühchristliche Studien, BoD, Norderstedt 2011, ISBN 978-3-8391-6701-4